# Mike Love
Michael Edward „Mike“ Love (* 15. března 1941 Los Angeles) je americký zpěvák. V roce 1961 byl zakládajícím členem skupiny The Beach Boys, kterou založil se svými bratranci Brianem, Carlem a Dennisem Wilsonovými. K původní sestavě se ještě přidal jejich kamarád Al Jardine. Spolu se skupinou The Beach Boys byl Mile Love v roce 1988 uveden do Rock and Roll Hall of Fame. V roce 2014 získal ocenění ELLA Awards.
V roce 1981 vydal své první a jediné sólové album Looking Back with Love, ale později se opět vrátil k aktivitám skupiny The Beach Boys. Vedle jiných na albu byla například píseň „Be My Baby“, kterou původně v roce 1963 nahrála dívčí skupina The Ronettes.
Mike Love je držitelem práv na název skupiny The Beach Boys a řadu let ve skupině působil pouze on a žádní jiní původní členové.

## Sólová diskografie
- Looking Back with Love (1981)
- Unleash the Love (2017)
- Reason for the Season (2018)
- 12 Sides of Summer (2019)